# Dušan Mitošević
Dušan Mitošević (Begaszentgyörgy, 1949. december 17. – 2018. január 1.) jugoszláv-szerb labdarúgó, edző.

## Pályafutása

### Játékosként
1967 és 1970 között a Mladi radnik, 1970 és 1975 között az FK Smederevo labdarúgója volt. 1975 és 1981 között a Radnički Niš csapatában szerepelt. Az 1981–82-es idényben a francia Nîmes Olympique játékosa volt, majd egy idényre visszatért a Radnički Nišhez. Az 1983–84-es szezonban a görög PAE Iraklísz együttesében fejezte be az aktív labdarúgást.

### Edzőként
1986 és 2014 között szerb, görög és ciprusi csapatoknál volt vezetőedző. Legsikeresebb időszaka 1996 és 2001 között volt a ciprusi Anórthoszi Ammohósztu edzőjeként, ahol négy bajnoki címet és egy kupagyőzelmet ért el az együttessel.

## Sikerei, díjai

### Edzőként
- Az év ciprusi labdarúgóedzője: 1997, 1998, 1999, 2000

 Anórthoszi Ammohósztu
- Ciprusi bajnokság
  - bajnok (4): 1996–97, 1997–98, 1998–99, 1999–00
- Ciprusi kupa
  - győztes: 1998
- Ciprusi szuperkupa
  - győztes (3): 1998, 1999, 2000

 Árisz Lemeszú
- Ciprusi bajnokság – másodosztály
  - bajnok: 2010–11

 Ajía Nápa
- Ciprusi bajnokság – másodosztály
  - bajnok: 2013–14